# معجزة الحب (فلم)
معجزة الحب  فيلم رومانسي للمخرج إبراهيم لاما عام 1930 كتب القصة والسيناريو والحوار الأخوين إبراهيم وبدر لاما. الفيلم من بطولة بدر لاما، ثريا رفعت، نجاة علي، جورج سعد، مختار حسين، ومنسى فهمي  وتدور الأحداث حول الموسيقار بدر الدين وصديقه مختار المقيمين بغرفة متواضعة، وعندما يسمع بدر الدين صوت غناء شجي ويكتشف أنه صوت سميحة، يقع في حبها، لكن والدها كان له خطة بتزويجها من رجل ثري.
عرض في دور السينما المصرية في  10 ديسمبر 1930  بدار العرض «جوزي بالاس» بالإسكندرية، ثم أعيد عرضه في سينما تريومف القاهرة لأسبوع واحد في تاريخ 19 فبراير عام 1931
أن فيلم «معجزة الحب» كان يوضع عادة ضمن الأفلام المعروضة عام 1931.
يُعتبر فيلم (معجزة الحب) هو الفيلم رقم 14 في إنتاج السينما المصرية للأفلام الروائية الطويلة 
منح موقع قاعدة بيانات الأفلام العربية «السينما.كوم» الفيلم درجة 6.9/ 10.

## طاقم التمثيل
بدر لاما: في دور الموسيقار بدر الدين
ثريا رفعت: في دور سميحة مصطفى (ابنة الثري مصطفى بك)
نجاة علي: في دور ليلى (ابنة عم سميحة)
مختار حسين: في دور مختار (صديق بدر الدين)
منسي فهمي: في دور الثري مصطفى بك (والد سميحة)
دوللي أنطوان: في دور دوللي (مالكة البنسيون)
بالاشتراك مع: جورج سعد 

## أحداث الفيلم
يقيم الموسيقار المبتدئ بدر الدين (بدر لاما) وصديقه مختار (مختار حسين) في حجرة واحدة متواضعة في بنسيون تملكه المدم دوللي (دوللي أنطوان)، ويعاني الصديقان من الفقر ولكن أحلامهم بالمستقبل كبيرة. بينما يتجول بدر ومختار بين الحقول يسمعوا صوتًا نسائيًا يغني بعذوبة بالغة. يتجه بدر الدين تجاه مصدر الصوت فيرى سميحة (ثريا رفعت) وبصحبتها ابنة عمها ليلى (نجاة علي) تغني وتعزف على العود، في حديقة قصر فخم، تغضب سميحة عندما يظهر بدر الدين فينسحب معتذرًا، لكنه يعود ليتردد على المكان ويعرف أن هذا القصر الذي كانت فيه الفتاتان يملكه مصطفى بك (منسي فهمي) الثري والد سميحة. يتجرأ بدر الدين ذات مرة ويدخل القصر خلسة ويلتقي بسميحة ويبثها حبه ويقبلها. تتكرر اللقاءات حتى يفاجئهم مصطفى بك ذات مرة، ويتمالك الرجل أعصابه ويلتزم بالحكمة ويأمر ابنته سميحة أن تترك القصر وتذهب إلى منزل عمتها استعدادًا لزفافها على الثري كامل بك البراوى. تسوء أحوال بدر الدين النفسية والمادية خاصة بعد أن أرسل مؤلفاته الموسيقية لإحدى شركات الأسطوانات ولم يجد القبول. يلتقي مصطفى بك بالشاب بدر الدين ويعرض عليه مبلغًا من المال في مقابل ابتعاده عن طريق ابنته سميحة التي لازالت تفكر فيه، ويرفض بدر الدين، ولكن مصطفى بك يوضح للشاب المحب أن ابتعاده عن ليلى سوف يحقق لها مصلحة كبرى بزواجها من الرجل الثري، وهنا يقرر بدر الدين الابتعاد عن سميحة. ذات ليلة تضج العزبة بحفل زفاف أحد الفلاحين؛ الأمر الذي تنتهزه مجموعة من اللصوص ويهاجمون قصر مصطفى بك، ويقيدونه ويرغمونه على أن يدلهم على مكان أمواله ومجوهراته، ويتصادف مرور بدر الدين وصديقه مختار فيسارعان باقتحام القصر وإنقاذ مصطفى بك من مأزقه. تأتي سميحة التي علمت بالحادثة ويقابلها بدر الدين بجفاء ليفي بوعده لوالدها إلا أن مصطفى بك يكون قد غير رأيه لما وجده في بدر الدين من شهامة ونبل، فيكفيه أنه أصيب بالعمى وهو يحاول إنقاذه من اللصوص. ويعود لبدر الدين بصره أخيرًا ويتزوج من سميحة.

## إنتاج الفيلم
أشرك إبراهيم لاما المغنية الصاعدة والواعدة «نجاة علي» في فيلم «معجزة الحب» بالغناء فقط مستغلاً تألقها في ذلك الوقت. كما أشرك البطل الرياضي «مختار حسين» بدور صديق البطل. كان مختار حسين قد حاز بطولة القطر المصري في رفع الأثقال (بطل وزن متوسط) عام 1928، وشارك في دورة الألعاب الأوليمبية بنفس العام في أمستردام 1928، وحقق فيها المركز السابع.
تميز الفيلم بتصويره الخارجي بعيداً عن الاستوديوهات فكان في (الهواء الطلق)، حسب قول جلال الشرقاوي: «أن الأخوين لاما (إبراهيم وبدر لاما) قد مهدا له بعض الديكور في الهواء الطلق» كما جاء في مقال «بدايات السينما في مصر كما حكاها جلال الشرقاوي» على موقع «مدينة بورتال».
ظهرت الراقصة «دوللي أنطون» ترقص مع غناء نجاة علي.
تم تصوير وإعداد الفيلم صامتاً ثم أضيف بعض اسطوانات المطربة نجاة علي للفيلم.

## استقبال الفيلم
كان ظهور بطل رياضي على شاشة السينما مثيراً للجدل، وفي فيلم «معجزة الحب» ومع ظهور بطل رفع الأثقال والألعاب الأولمبية «مختار حسين» كتب محمد حسن سعد على صفحات جريدة الأهرام، وبالتحديد في باب الألعاب الرياضية وليس باب السينما والمسرح بجريدة الأهرام: "في رواية «معجزة الحب» الخليعة التي تضرب بها شركة كوندور فيلم (الاسبانيولية) أخلاقنا وقوميتنا في الصميم. يقوم «مختار حسين» بعملية المدرب لنفر من الصبية، وما هو إلا دور حقير أريد من ورائه إستغلال اسم البطل الأوليمبي المصري لخديعة المصريين، فهل هذا موقف رياضي مشرف لبطل أوليمبي؟"
كتبت مروة السوري على موقع "نقابة المهن السينمائية" في 17 أبريل 2020 مقالة تحت عنوان "فيلم معجزة الحب" أول فيلم رومانسي صامت بالسينما المصرية" جاء فيه: "رغم أنه فيلم صامت لكنه كان من أوائل الأفلام اللي أستخدمت الأغاني من خلال المطربة نجاة علي بطلة العمل الثالثة وظهور أول وأخير للفنانة ثريا رفعت بطلة الفيلم الأولى. ويعتبر الفيلم من أوائل الأفلام الرومانسية البحتة بتاريخ السينما المصرية اللي ناقشت فيها التضحية والحلم والآمال والإعجاب ولقطات سريعة للمناظر الخارجية ولقطات مقربة لوجوه الأبطال للإعتماد على لغة جسدهم بصورة ملحوظة."

## وصلات خارجية
- معجزة الحب على موقع IMDb (الإنجليزية)
- معجزة الحب على موقع قاعدة بيانات الأفلام العربية
- معجزة الحب على موقع الدهليز
- معجزة الحب على موقع كاروهات

https://ua.kinorium.com/209496/ معجزة الحب (فلم)
https://www.csfd.cz/film/381810-muguezat-el-hub/prehled/ معجزة الحب (فلم)
https://www.filmweb.pl/film/Muguezat+el+hub-1931-336998 معجزة الحب (فلم)